# Xestaspis sis
Xestaspis sis är en spindelart som beskrevs av Michael Ilmari Saaristo och van Harten 2006. Xestaspis sis ingår i släktet Xestaspis och familjen dansspindlar. Inga underarter finns listade i Catalogue of Life.